# Filip Liljeholm
Adolf Filip Liljeholm, född 5 november 1883 i Göteborg, död där 4 oktober 1959, var en svensk skolman, språkforskare och medeltidshistoriker. Hans föräldrar var överläraren och riksdagsmannen Anders Fredrik Liljeholm (1844-1916), född i Hedemora, och Johanna (Hanna) Gustava Örn (1847-1921).
Liljeholm blev filosofie licentiat i latin vid Göteborgs högskola 29 maj 1925 och utnämndes till filosofie hedersdoktor vid Göteborgs universitet 4 oktober 1958. Han var läroverksadjunkt i latin och franska vid Hvitfeldtska läroverket i Göteborg åren 1941–1949.
Liljeholms viktigaste forskningsinsats gällde landskapslagarnas arvslagstiftning och de latinska släktskapsbeteckningarna i medeltida brev från tiden före 1350. Utgångspunkten för hans verksamhet som medeltidsforskare var en undersökning (i samarbete med Sölve Gardell) av texten på den gravsten i Linköpings domkyrka som tillskrivits Jon Jarl. Liljeholms resultat innebar bland annat ett förkastande av den tidigare identifieringen av jarlen med Johan Sverkersson innan denne blev kung. Denna undersökning publicerades i tidskriften Rig 1937.
Liljeholms huvudresultat publicerades i två delar i Personhistorisk tidskrift (PHT) 1950 och 1952. Han vidareutvecklade sina resultat i ytterligare artiklar i PHT och Genealogisk tidskrift. Han knöts också till Riddarhusdirektionens medeltidsgenealogiska verk Äldre svenska frälsesläkter och författade delar av dess första band. I Svenskt biografiskt lexikon sammanfattar förre huvudredaktören för Svenskt Diplomatarium Jan Liedgren Liljeholms forskargärning så här: I sina tryckta arbeten har L exemplifierat sina teser med en rad svåra problem rörande flera av de främsta frälsesläkterna under äldre medeltid o synes ej sällan ha givit dessa problem en definitiv lösning.
Liljeholms arbeten om landskapslagarnas arvdelningsprinciper visar bland annat att arvsreglerna i Magnus Erikssons landslag är resultatet av en kompromiss mellan två av landskapslagarna som i flera avseenden är mycket olika, till exempel vad gäller kvinnans arvsrätt, nämligen Upplandslagen och Östgötalagen. Hans sista medvetna, i PHT 1960 postumt publicerade, bidrag till medeltidsforskningen var ett inlägg i en debatt om källan till uppgiften om marsken Tyrgils Knutssons påstådda äktenskap med "sveakonungens dotter".